# Fadela Benrabia
Fadela Benrabia, née le 7 novembre 1963 à Medjana (Algérie) est une haute fonctionnaire française.

## Biographie

### Origine et formation
Hadda dite Fadéla Benrabia naît à Medjana, en Algérie en 1963 et arrive en France en 1968. Elle acquiert la nationalité française par naturalisation.
Elle est titulaire d'une maîtrise de sociologie du travail et des organisations.

### Postes occupés
Après différents postes dans le domaine associatif et social, Fadela Benrabia est nommée en juillet 2012, conseillère chargée de l'intégration et de l'asile au cabinet du ministre de l'Intérieur, en avril 2014, conseillère technique chargée de l'intégration au cabinet du Premier ministre puis en juillet 2014 conseillère technique chargée des politiques de citoyenneté au cabinet du Premier ministre. En 2016, elle est nommée préfète déléguée pour l'égalité des chances auprès du préfet de la Seine-Saint-Denis puis en 2019 préfète d'Eure-et-Loir, fonction à laquelle il est mis fin le 6 janvier 2021.
En 2021, elle est nommée haute fonctionnaire à l’égalité des droits. Gérald Darmanin et Marlène Schiappa lui confient le suivi de la « feuille de route » du plan de féminisation du ministère de l'Intérieur.

## Notoriété
Fadela Benrabia s'est fait remarquer par ses déclarations lorsqu'elle était préfète déléguée pour l'égalité des chances auprès du préfet de la Seine-Saint-Denis : « Le nombre de gamines qui remettent le voile à la sortie du collège, ça a explosé. Tout est hallalisé. Ici, les filles portaient le foulard, et puis le foulard est devenu noir, et puis c’est devenu le niqab. C’est allé très vite. La population a complètement été transformée. Les Blancs s’en vont, les Arabes non musulmans aussi. Restent ceux qui acceptent de vivre avec pas de charcuterie, pas de possibilité pour les femmes de se promener dans l’espace public, etc ».
Ensuite, préfète d'Eure-et-Loir, elle est contrainte de démissionner le 6 janvier 2021. compte tenu de l'arrestation de son compagnon, policier, membre de la direction générale de la Sécurité intérieure (DGSI) pour délit de fuite à la suite d'un accident causant des blessés, conduite sous l’emprise de l’alcool et de stupéfiants, le tout dans une voiture de la préfecture,.

## Décorations
Ayant été nommée préfète, elle est ensuite nommée au grade de chevalier dans l'ordre national de la Légion d'honneur le 31 décembre 2019 au titre de « préfète d'Eure-et-Loir ; 35 ans de services ».

## Pour approfondir